# Henry Thynne (1675-1708)
Pour les articles homonymes, voir Henry Thynne.
Henry Thynne (8 février 1674 ou 1675 - 20 décembre 1708) est un gentleman et un député conservateur anglais.

## Biographie
Il est l'aîné des trois fils de Thomas Thynne (1er vicomte Weymouth) (1640-1714), de Longleat, grand propriétaire foncier de Wiltshire et de Gloucestershire, par son mariage avec Lady Frances Finch, fille de Heneage Finch (3e comte de Winchilsea). Il est baptisé le 16 février 1674/75 à Drayton Bassett,.
Il fait ses études à la maison et est très intéressé par la littérature. En 1692, il se rend aux Pays-Bas, en Allemagne et en Italie. Jeune homme, il enseigne le français et l'italien à sa contemporaine Elizabeth Singer Rowe (1674-1737), à laquelle Mgr Thomas Ken, alors installé à Longleat, s'est intéressé dès l'âge de douze ans. Dans Le peintre d'un tableau mal dessiné de Cléone, l'honorable Mme Thynne, poème d' Anne Finch, comtesse de Winchilsea, Thynne apparaît sous le nom de "Theanor",, tandis que "Cléone". "était son épouse Grace, à qui Lady Winchilsea a adressé plusieurs de ses poèmes.
Aux élections de 1695, Thynne se présente sans succès au Parlement à Weobley. Il siège ensuite en tant que député de Weymouth et Melcombe Regis en 1701, puis brièvement pour Tamworth avant de représenter à nouveau Weymouth et Melcombe Regis jusqu'à sa mort en 1708. À Tamworth, il est réélu sans opposition avec Thomas Guy 1644-1724), le spéculateur et fondateur de Guy's Hospital. Guy était un travailliste, tandis que Thynne était un conservateur.

## Vie privée
Le 29 avril 1695, il épouse Grace Strode, fille et héritière de Sir George Strode et de Grace FitzJames, qui lui apporte une fortune de 20 000 £. Ils ont deux filles, Frances Thynne, qui épouse Algernon Seymour (7e duc de Somerset), et Mary Thynne (vers 1702-1720), qui épouse William Greville, septième baron Brooke (1695-1727).